# Ikast Betonvarefabrik
Ikast Betonvarefabrik A/S (IBF) er en dansk producent af beton og betonvarer med hovedkvarter i Ikast. Virksomheden producerer bl.a. fliser, tagsten, elementer, mursten, rør og færdigblandet beton. Det begyndte i 1960, da Johannes Rosenkilde købte et mindre cementstøberi i Ikast. I 2023 var der ca. 800 ansatte med flere danske datterselskaber samt selskaber i Tyskland og Polen. I dag ejes virksomheden af Preben Rosenkilde og Mogens Rosenkilde.